# Зарненское озеро
За́рненское озеро или За́рнен-Зе (нем. Sarnersee, фр. Lac de Sarnen, итал. Lago di Sarnen) — проточное озеро в швейцарском кантоне Обвальден. Располагается на территории коммун Зарнен, Заксельн и Гисвиль в центральной части кантона.
Озеро находится на высоте 469 м над уровнем моря. Вытянуто в направлении юго-запад — северо-восток. Площадь водной поверхности — 7,64 км² (по другим данным — 7,5 км²). Объём — 0,244 км³. Протяжённость береговой линии — 15,512 км. Средняя глубина — 31,9 м, наибольшая — 52 м, достигается к северу от центра юго-западной половины акватории около северо-западного берега напротив Обервилена. Берега в основном крутые, особенно на северо-западе.
Крупнейшие притоки: Драйвассер-канал, Мелха, Рютибах, Штайнибах, Герисбах. Площадь водосборного бассейна — 267 км². Сток из озера идёт на северо-восток по реке Зарнера (Зарнер-А), со средним расходом воды — 11,1 м³/c.